# La Sonrisa
La Sonrisa ist ein Stadtviertel (Barrio) der Stadt Maldonado in Uruguay.

## Geographie
Es befindet sich auf dem Gebiet des Departamento Maldonado in dessen Sektor 1. La Sonrisa liegt, südlich an Cerro Pelado und östlich an Villa Delia anschließend, im Westen der Departamento-Hauptstadt Maldonado.

## Einwohner
La Sonrisa hatte bei der Volkszählung 2011 1.562 Einwohner, davon 762 männliche und 800 weibliche.
| Jahr | Einwohner |
| ---- | --------- |
| 1963 | -         |
| 1975 | -         |
| 1985 | -         |
| 1996 | 228       |
| 2004 | 968       |
| 2011 | 1562      |

Quelle: Instituto Nacional de Estadística de Uruguay